# Kepler-42
Désignations
Kepler-42, également désignée KOI-961, est une étoile située à environ ∼ 131 a.l. (∼ 40,2 pc) du Système solaire, dans la constellation du Cygne. Cette naine rouge de 0,13 masse solaire et 0,17 rayon solaire — c'est-à-dire seulement 1,7 rayon jovien — possède une luminosité d'environ 0,24 % et une métallicité d'environ un tiers de celles du Soleil. Elle est caractérisée par son mouvement propre élevé (431 ± 8 mas/an). Un système planétaire d'au moins trois exoplanètes de tailles comprises entre celles de Mars et de Vénus a été détecté autour de cet astre le 11 janvier 2012 par la méthode des transits à l'aide du télescope spatial Kepler :
| Planète                          | Rayon (R⊕)  | Diamètre (km), | Demi-grand axe (UA) | Période orbitale (d)    | Température (K) |
| -------------------------------- | ----------- | -------------- | ------------------- | ----------------------- | --------------- |
|                                  |             |                |                     |                         |                 |
| Kepler-42 c                      | 0,73 ± 0,20 | 9 280          | ~ 0,006             | 0,45328509 ± 9,7 × 10-7 | 720 ± 73        |
| Kepler-42 b                      | 0,78 ± 0,22 | 9 917          | ~ 0,0116            | 1,2137672 ± 4,6 × 10-6  | 519 ± 52        |
| Kepler-42 d                      | 0,57 ± 0,18 | 7 250          | ~ 0,0154            | 1,856169 ± 1,4 × 10-5   | 450 ± 45        |
|                                  |             |                |                     |                         |                 |
| Système planétaire de Kepler-42, |             |                |                     |                         |                 |

L'existence de ces planètes est fortement soupçonnée à partir des observations — la probabilité totale de faux positifs est évaluée entre 6,7 × 10-4 pour Kepler-42 b (anciennement KOI-961.01) et 1,4 × 10-3 pour Kepler-42 c (anc. KOI-961.02) — et leurs propriétés ont été déterminées de façon fine en calibrant les données obtenues pour Kepler-42 (KOI-961) avec les observations de l'étoile de Barnard, qui lui est assez semblable et est très bien connue.
L'intérêt de cette découverte est de confirmer l'existence de planètes rocheuses de tailles comparables aux planètes telluriques de notre Système solaire — le rayon de Kepler-42 d (anc. KOI-961.03) serait d'à peine 1,07 ± 0,33 rayons martiens (0,57 rayon terrestre) — autour de naines rouges, dont jusqu'à un tiers pourraient posséder de telles planètes. Les naines rouges étant elles-mêmes en grand nombre dans notre galaxie, les planètes rocheuses pourraient être statistiquement extrêmement nombreuses dans l'Univers.
Par ailleurs, cette détection fait suite à une série d'avancées majeures dans la recherche d'exoplanètes semblables à la Terre, avec la publication en décembre 2011 des découvertes de Kepler-22 b, une super-Terre orbitant dans la zone habitable de son étoile, et de Kepler-20 e et Kepler-20 f, les premières exoplanètes de taille terrestre découvertes autour d'une étoile semblable au Soleil.

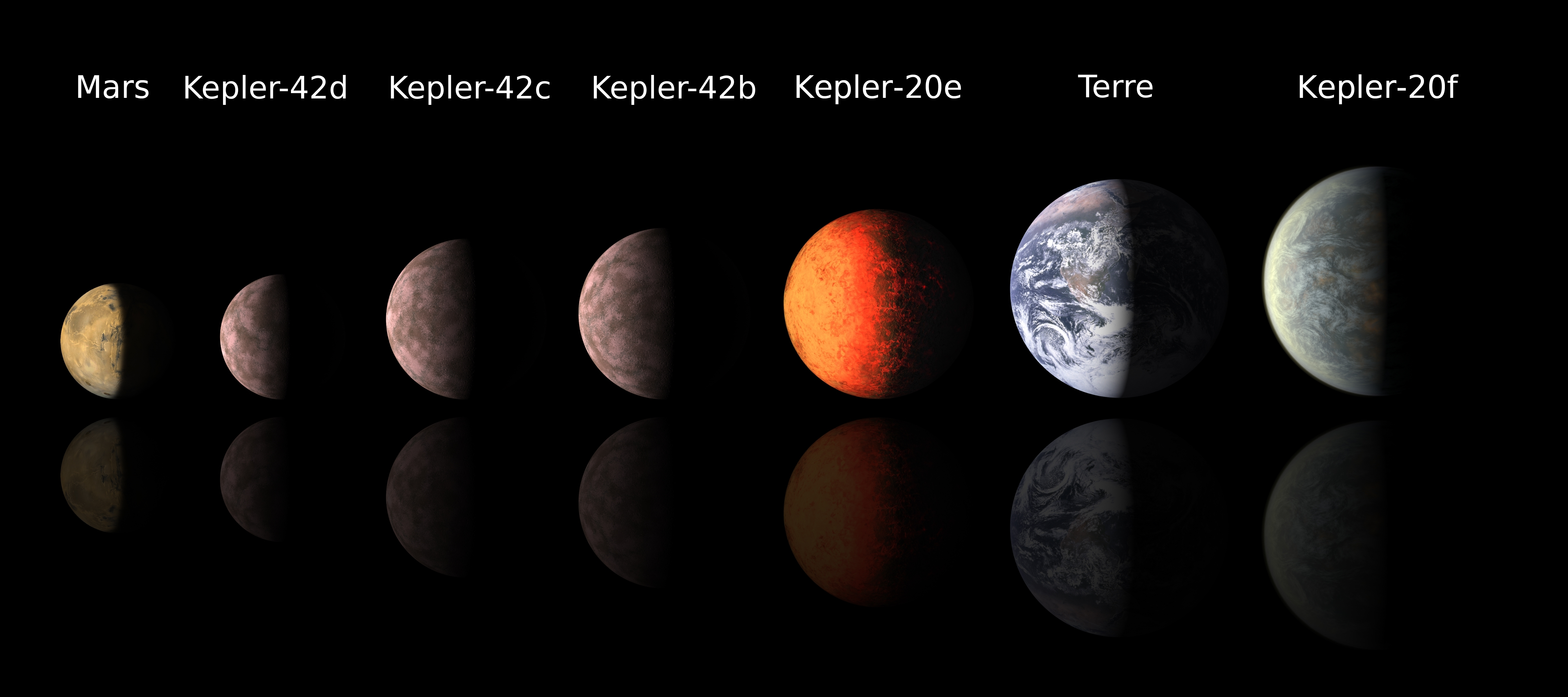
Tailles comparées de Mars, Kepler-42 d (KOI-961.03), Kepler-42 c (KOI-961.02), Kepler-42 b (KOI-961.01), Kepler-20 e, la Terre et Kepler-20 f.